# Спілка письменників Сербії
Спілка письменників Сербії (серб. Удружење књижевника Србије) — творча спілка письменників Сербії. Заснована 26 травня 1905 року в квартирі Сербської літературної спілки. У присутності 21 письменника, під головуванням Мілана Мілічевича прийнято рішення про створення Сербського літературного товариства (серб. Српско књижевничко друштво).
Інформаційний бюлетень спілки — Літературна газета (серб. Књижевне новине), заснований у 1948 році.

## Історія
Спілці письменників Сербії передували:
- Мистецьке товариство (1883)
- «Літературно-мистецька громада» (1892)
- «Товариство сербських письменників і художників» (1902)

Ці товариства вважаються попередниками Сербського літературного товариства.

### Після Другої світової війни
Асоціація була відновлена після звільнення Белграда на зборах, що відбулися 31 грудня 1944 року. Серед відомих підписантів ініціативи були Ісидора Секулич, Іво Андрич, Йован Попович, Мілан Вукасович, Бранко Лазаревич та інші. Ісидора Секулич була обрана першим післявоєнним президентом, а Оскар Давичо — першим секретарем. Асоціація об'єднувала авторів, які приєдналися до югославських партизанів або підтримували їх, а також тих, хто не співпрацював з окупаційними військами чи місцевими кішлінгами під час окупації Сербії та решти Югославії. На додаток до своєї культурної та соціальної ролі, асоціація почала відігравати помітну роль як письменницька синдикалістська організація. Вона створила дві окремі регіональні секції для Соціалістичної Автономної Області Воєводина та Соціалістичної Автономної Області Косово, друга з яких у 1970 році оголосила про свій намір стати незалежною організацією.
Внаслідок підтримки Асоціацією словенських письменників страйку косовських шахтарів у 1989 році, УКС розірвав відносини з Асоціацією словенських письменників.

## Основні цілі
Основними цілями Спілки письменників Сербії є:
- збір сербських письменників в одну громаду
- захист професійних інтересів своїх членів
- регулювання своїх взаємовідносин
- управління відносинами з видавцями та аудиторією
- полегшення умов літературної праці письменників
- допомога її членам або їхнім сім'ям, які потрапили у скрутне матеріальне становище

## Перша адміністрація
Таємним голосуванням обрали першу раду з п'яти осіб. До її складу увійшли:
- Сімо Матавуль, президент
- Йован Скерлич, секретар
- Добросав Ружич, скарбник
- Живожин Дачич, бібліотекар
- Риста Одавич, господар

## Засновники
Засновниками й першими членами Сербського літературного товариства були: Александар Белич, Борівоє Попович, Добросав Ружич, Драгомир Янкович, Драголюб Павлович, Драгутин Ілич, Живоїн Дачич, Йован Скерлич, Луйо Войнович, Любомир Йованович, Мілан Мілічевич, Мілован Глішич, Милорад Митрович, Милорад Павлович, Нікола Вулич, Павле Попович, Петар Одавич, Радоє Доманович, Ріста Одавич, Сімо Матавуль і Станоє Станоєвич.